# Признания опасного человека
«Признания опасного человека» (англ. Confessions of a Dangerous Mind) — художественный фильм режиссёра Джорджа Клуни, вышедший в 2002 году.

## Сюжет
Фильм снят по книге известного телеведущего 60-х, Чака Бэрриса, автора многих популярнейших телешоу, до сих пор идущих по ТВ в различных вариациях.
Чак Баррис — неудачливый парень из Филадельфии, мечтающий о славе на телевидении. После череды провалов в личной жизни (красивые женщины постоянно его отвергают) он переезжает в Нью-Йорк, где устраивается пажом на NBC, но вскоре его увольняют. Вернувшись домой, он становится ассистентом Дика Кларка на American Bandstand и влюбляется в девушку по имени Пенни Пачино.
Когда Баррис сочиняет хит «Palisades Park», ему кажется, что удача наконец улыбнулась. Он придумывает шоу The Dating Game и продаёт идею ABC, но канал отказывается от проекта в пользу Hootenanny. Разочарованный, Чак напивается и ввязывается в барную потасовку.
И тут происходит неожиданное: его вербует ЦРУ.
Агент Джим Бёрд предлагает Чаку стать… киллером. Его новое амплуа — продюсер, сопровождающий пары-победители The Dating Game в романтические поездки за границу. Идеальное прикрытие для ликвидации врагов США.
Первая миссия в Хельсинки проходит не гладко: победитель шоу оказывается назойливым идиотом, но Баррис знакомится с очаровательной коллегой-агентом Патрицией Уотсон. Между ними вспыхивает страсть, но работа есть работа — Чак выполняет задание и возвращается в Америку.
Тем временем его шоу становятся безумно популярными: The Dating Game, затем The Newlywed Game. Но личная жизнь трещит по швам — Пенни хочет замуж, а Чак боится обязательств.
В 1970 году Бёрд отправляет его в Западный Берлин убить Ханса Колберта. Операция едва не проваливается: Чака похищает КГБ, но в ходе обмена пленными он узнаёт, что тот самый надоедливый победитель из Хельсинки был советским шпионом.
К 1976 году Баррис достигает пика славы с The Gong Show, но его двойная жизнь начинает его разрушать. После убийства напарника Килера и странной смерти Бёрда (тот загадочно умирает, сидя на трамплине у бассейна) Чак срывается в прямом эфире.
Он запирается в номере отеля, но Пенни находит его и уговаривает вернуться. Вместо этого он едет в Бостон на встречу с Патрицией — и понимает, что она предательница. В последней схватке он переигрывает её, подменив отравленный кофе.
Вернувшись домой, Чак пишет мемуары «Исповедь опасного ума» и наконец женится на Пенни. Но во время церемонии он видит в толпе призраков своих жертв. В отчаянии он признаётся Пенни в убийствах, но та лишь смеётся, решив, что это ещё одна его шутка.
Текст на экране рассказывает о последней идее Чака — шоу The Old Game, где три старика с пистолетами вспоминают жизнь. Тот, кто не застрелится, выиграет холодильник.

## В ролях
| Актёр            | Роль                           |
| ---------------- | ------------------------------ |
| Сэм Рокуэлл      | Чак Бэррис                     |
| Джордж Клуни     | агент ЦРУ Джим Бёрт            |
| Дрю Бэрримор     | Пенни (девушка Чака)           |
| Джулия Робертс   | Патрисия Уотсон (связная Чака) |
| Рутгер Хауэр     | Убийца                         |
| Мэгги Джилленхол | Дэбби                          |
| Сергей Приселков | бреющийся мужчина              |

## Награды и номинации
- 2003 — приз Серебряный медведь за лучшую мужскую роль Берлинского кинофестиваля (Сэм Рокуэлл), а также номинация на Золотого медведя (Джордж Клуни)
- 2003 — премия «Выбор критиков» за лучший сценарий (Чарли Кауфман)
- 2003 — номинация на премию «Спутник» за лучшую мужскую роль — комедия или мюзикл (Сэм Рокуэлл)
- 2002 — две премии Национального совета кинокритиков США: лучший сценарий (Чарли Кауфман), особое упоминание (Джордж Клуни)

## Факты
- Переговоры по поводу съёмок в этой картине вели Майк Майерс, Бен Стиллер, Джим Керри, Джон Кьюсак, Джонни Депп. Все они планировались на роль Бэрриса.
- Первоначально картину должен был ставить Даррен Аронофски, потом Брайан Сингер.
- В своем режиссёрском дебюте Джордж Клуни дважды сделал отсылку к своей тёте, актрисе и певице Розмари Клуни. На седьмой минуте во время экскурсии по студии NBC гид упоминает, что её любимым шоу является «The Lux Show с участием Розмари Клуни», а финальные титры проходят под её песню «There’s No Business Like Show Business».

## Саундтрек
| №   | Название                                 | Автор(ы)                    | Исполнитель          | Длительность |
| --- | ---------------------------------------- | --------------------------- | -------------------- | ------------ |
| 1.  | «Palisades Park»                         | Чак Бэррис                  | Фредди Кэнон         | 1:53         |
| 2.  | «Sunshine Superman»                      | Донован                     | Донован              | 3:25         |
| 3.  | «Mucha Muchacha»                         | Juan García Esquivel        | Juan García Esquivel | 2:18         |
| 4.  | «If I Had A Hammer (The Hammer Song)»    | Lee Hayes, Пит Сигер        | Peter, Paul and Mary | 2:11         |
| 5.  | «The Silencers»                          | Элмер Бернстайн, Mark David | Vikki Carr           | 2:57         |
| 6.  | «Cautionary Tale»                        | Алекс Вурман                |                      | 3:16         |
| 7.  | «Sincerely»                              | Alan Freed, Harvey Fuqua    | The Moonglows        | 3:11         |
| 8.  | «Super Colpo Da 7 Milliardi»             | Nico Fidenco                | Nico Fidenco         | 2:55         |
| 9.  | «Gopher Mambo»                           | Billy May, Conrad Gozzo     | Има Сумак            | 2:16         |
| 10. | «Berlin»                                 | Алекс Вурман                |                      | 3:13         |
| 11. | «There's No Business Like Show Business» | Ирвинг Берлин               | Розмари Клуни        | 4:33         |
| 12. | «Going Crazy Coast To Coast»             | Алекс Вурман                |                      | 3:12         |
| 13. | «Game Show (Confessions Mix)»            | Peter McEvilley             | Peter McEvilley      | 4:00         |